# Mosab Balhous
Mosab Balhous (arab مصعب بلحوس; ur. 5 października 1983 w Himsie) – syryjski piłkarz, grający na pozycji bramkarza. Od 2016 gra w Al Karama

## Kariera klubowa
Mosab Balhous rozpoczął swoją zawodową karierę w 2002 roku w klubie Al Karama. Z Al Karamą czterokrotnie zdobył mistrzostwo Syrii w 2006, 2007, 2008 i 2009, czterokrotnie Puchar Syrii w 2007, 2008, 2009, 2010, Superpuchar Syrii w 2008 oraz dotarł do finału Azjatyckiej Ligi Mistrzów w 2006. W sezonie 2011/2012 był wypożyczony do Al-Wahda. W sezonie 2013-2016 grał w omańskim Dhofar Salala. W 2016 wrócił do Al-Karama.

## Kariera reprezentacyjna
W reprezentacji Syrii Balhous zadebiutował w 2006 roku. W 2007 i 2008 roku uczestniczył w eliminacjach Mistrzostw Świata 2010. W 2011 został powołany na Puchar Azji.